# Hold On (威爾森·菲利浦歌曲)
《Hold On》是美國白人女子三人重唱威尔森·菲利浦（英語：Wilson Phillips）在1990年2月發行的單曲，這是該團首支單曲，此單曲在美國告示牌單曲榜奪得一週冠軍，同時成為1990年告示牌最佳年度單曲，創下史上首次由藝人出道單曲奪得該頭銜的新紀錄。

## 內容

### 歌曲簡介
〈Hold On〉詞曲出自威尔森·菲利浦中的三位團員卡妮·威爾森（Carnie Wilson）、溫蒂·威爾森（Wendy Wilson）與綺娜·菲利浦（Chynna Phillips）之手，這是一首陽光勵志的成人抒情歌曲，三位團員在曲中優美的合音層層堆疊，在當時正處於黑人音樂氾濫的美國樂壇中，較為少見的歌曲類型。

### 商業成績
〈Hold On〉是《威爾森·菲利浦同名專輯》（英語：Wilson Phillips）首支單曲，而且單曲提前專輯三個月左右發行。〈Hold On〉於1990年2月底推出，3月17日即進入告示牌單曲榜，首週成績為第74名，該單曲在進榜後名次緩慢持續的向上攀升，1990年6月9日它擊敗了流行天后瑪丹娜的〈風尚〉登上榜首，僅在冠軍寶座停留一週名次即開始下降。〈Hold On〉在單曲榜內共待了25週，單曲銷售達50萬張，這首單曲也在成人抒情榜獲得一週冠軍。〈Hold On〉在1990年告示牌年終單曲榜中，出人意外的拿下第一名。〈Hold On〉在英國單曲榜也進入了Top 10，最高成績為第6名。
〈Hold On〉榮獲第33屆葛萊美獎（英語：Grammy Awards）提名「年度單曲」，可惜敗給了貝蒂·蜜勒（Bette Midler）的〈From a Distance〉。

### 樂壇紀錄
威爾森·菲利浦從首張專輯中一共推出了五首單曲，其中第一首單曲〈Hold On〉更成為了1990年告示牌最佳年度單曲，成為史上首支榮膺「最佳年度單曲」頭銜的藝人出道單曲，告示牌第2次再出現同樣紀錄已是20年之後，2010年惡女凱莎（Ke$ha）的〈跑趴滴答TiK ToK〉，藉此威爾森·菲利浦已能在美國告示牌的歷史中永久留名了。

## 同名歌曲
〈Hold On〉是西洋歌曲中的菜市場名，威尔森·菲利浦的〈Hold On〉和另一黑人女子團體En Vogue的〈Hold On〉一起進入告示牌單曲榜，不過它們是完全不同的兩首歌曲，但巧合的是這兩個女子團體的出道歌曲都叫〈Hold On〉。En Vogue的〈Hold On〉在單曲榜也獲得不錯的成績，最高名次為第2名，1990年告示牌年終單曲榜為第8名。

## 資料來源
1. ↑  .   [2016-05-09]. （原始内容存档于2016-06-11）.
2. ↑  .   [2016-05-09]. （原始内容存档于2016-05-05）.
3. ↑  .   [2016-05-09]. （原始内容存档于2016-01-07）.
4. ↑  .   [2016-05-09]. （原始内容存档于2016-08-03）.
5. ↑  .   [2016-05-09]. （原始内容存档于2016-05-13）.
6. ↑  .   [2016-05-09]. （原始内容存档于2017-07-12）.
7. ↑  .   [2016-05-09]. （原始内容存档于2016-05-12）.
8. ↑  .   [2016-05-09]. （原始内容存档于2016-05-12）.
9. ↑  .   [2016-05-09]. （原始内容存档于2016-05-12）.